# Publio Morbiducci
Publio Morbiducci (Roma, 28 agosto 1889 – Roma, 31 marzo 1963) è stato uno scultore, medaglista e pittore italiano.

## Biografia
Era il secondogenito di Luigi, meccanico, e di Anna Maria Polizzi, impiegata in una tipografia.
Romano di lontane origini siciliane e marchigiane, Publio Morbiducci nasce in una famiglia di antica tradizione artigiana. Frequenta a Roma l'Istituto di Belle Arti e incontra Duilio Cambellotti, che egli considererà sempre il suo maestro. Collabora inoltre al fregio Altare della Patria dello scultore Angelo Zanelli. Nella mostra della Secessione Romana del 1915, espone due maschere in bronzo che lo consacrano tra gli scultori dell'epoca.
Accanto all'attività di scultore e di pittore, Publio Morbiducci si impone nella tecnica dell'incisione su legno e collabora con numerose xilografie alla rivista di Ettore Cozzani, L'Eroica. Presto ne diviene un maestro al punto che Maurits Cornelis Escher troverà in lui nel gruppo de L'Eroica gli iniziatori alla sua arte xilografica.
Si specializza intanto nella medaglistica, vincendo nel 1923 il concorso per la moneta da due lire. Nel 1924 espone, presentato da Ugo Ojetti, le sue medaglie presso la American Numismatic Society di New York. Tra il 1924 e il 1931, diviene uno degli scultori più impegnati in opere pubbliche.
Come scultore realizza importanti monumenti: il popolarissimo "Marinaio"  nel cimitero del Verano a Roma; la Fontana e la sistemazione di Piazza del Viminale , sempre a Roma; La Vittoria a Benevento .

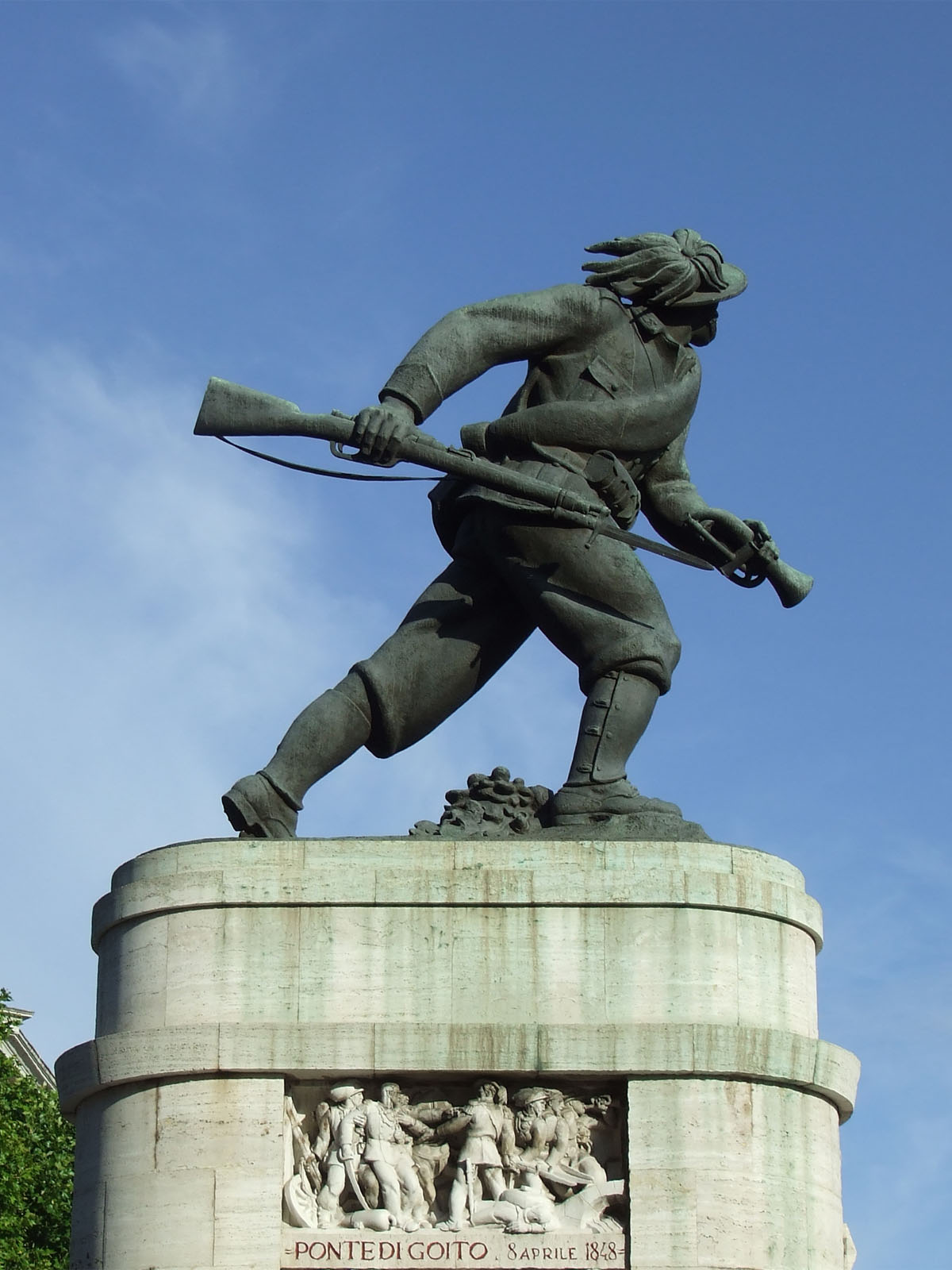
Monumento Al Bersagliere - Porta Pia - Roma

Nel 1932, dopo il Marinaio, è la volta di un altro eroe del popolo: il Bersagliere di Porta Pia.
Nel 1937 è nominato Accademico di San Luca e nel 1938 il suo  Discobolo in riposo  viene allocato tra le statue dello Stadio dei Marmi. Nel 1939 realizza il grande Fregio marmoreo per il Palazzo degli Uffici all'Eur, nel quale celebra i fasti della storia di Roma attraverso i suoi monumenti.
Nel dopoguerra realizza il busto di Pietro Mascagni e nel 1948 partecipa al concorso internazionale per le Porte di San Pietro; nel 1956, durante la ristrutturazione dell'EUR in vista delle Olimpiadi di Roma, vengono terminati i gruppi dei Dioscuri, sulla scalinata del Palazzo della Civiltà del Lavoro, su due lati del cosiddetto "Colosseo quadrato".
La sua riscoperta critica si deve a Bruno Mantura e Vittorio Sgarbi nelle mostre sulla scultura italiana del Novecento del 1992 e del 1999, mentre nel dicembre del 1999 L'Accademia Nazionale di San Luca gli dedica una grande mostra retrospettiva che, accanto alle sculture, espone pitture, disegni e incisioni. Un suo gruppo in bronzo, Battesimo di Gesù (1956) e il dipinto La Madre (1915) sono esposti ai Musei Vaticani (Collezione d'arte religiosa moderna).

## Opere principali
- 1915 - Maschera del fratello Augusto
- 1923 - Moneta da 2 lire
- 1926 - Porte della Casa Madre dei Mutilati, Roma
- 1926 - Monumento ai Caduti di Benevento
- 1928 - Monumento al Marinaio, Roma
- 1929 - Fontana di piazza del Viminale, Roma
- 1931-32 - Monumento al Bersagliere Porta Pia, Roma
- 1932-34 — Monumento ai Caduti (Piazza IV Novembre, Bosa), con Cesare Bazzani
- 1936-37 - Monumento al Duca d'Aosta (Torino, piazza Castello), con Eugenio Baroni
- 1937 - Realizzazione e installazione del grande Crocifisso sull'altare maggiore della Chiesa del SS. Crocifisso via di Bravetta Roma
- 1940-1956 - Dioscuri (Eur), Roma